# Sombrerero
Para el personaje de Alicia en el País de las maravillas, ver El sombrerero

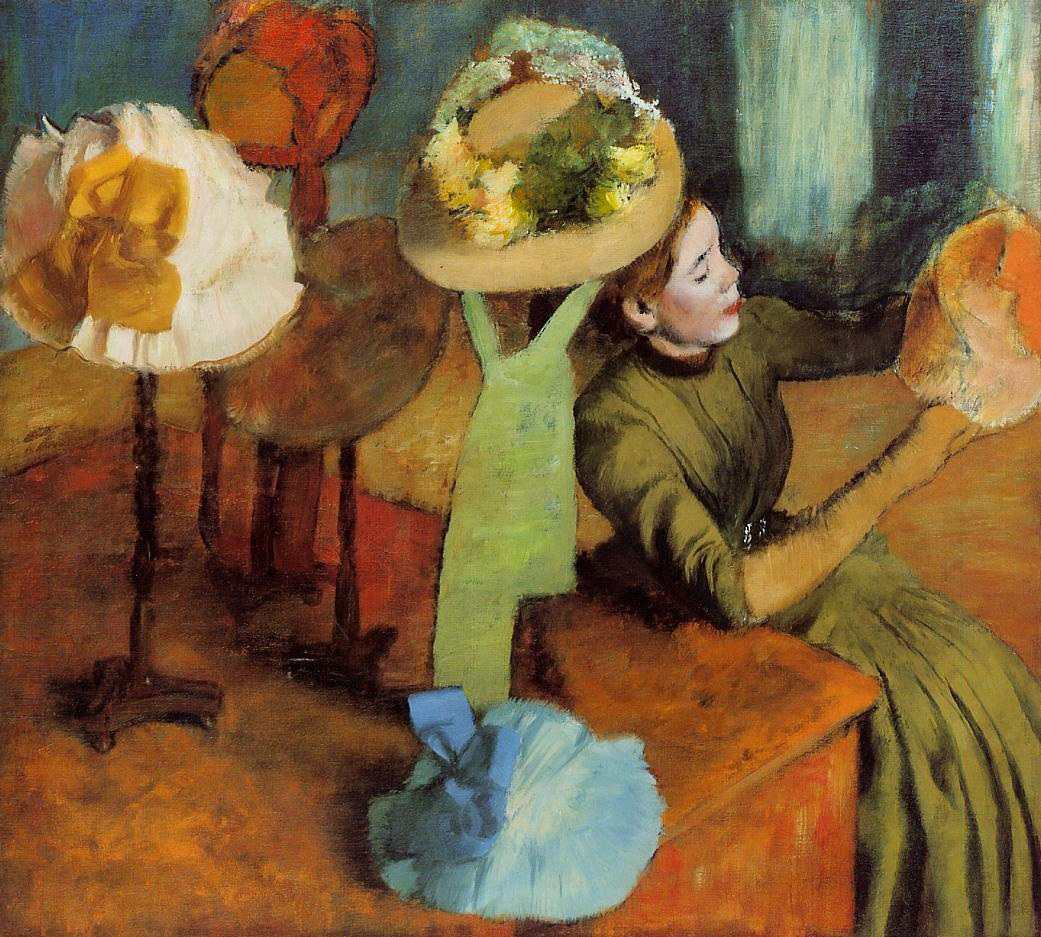
Sombrerera (Degas, 1885)

 Se denomina sombrerero a la persona que tiene por oficio la fabricación, reparación o venta de sombreros. 
El sombrerero confecciona los sombreros utilizando moldes de madera. Selecciona y corta las piezas de tela que formarán la prenda y las cose de acuerdo a la horma. Utiliza una plancha especial para asegurar la forma del sombrero. Aplica almidón o un material similar para rigidizar el ala. Coloca la cinta exterior y añade adornos como lazos, flores o motivos de diverso tipo. Frota el sombrero con una almohadilla para darle la apariencia final.

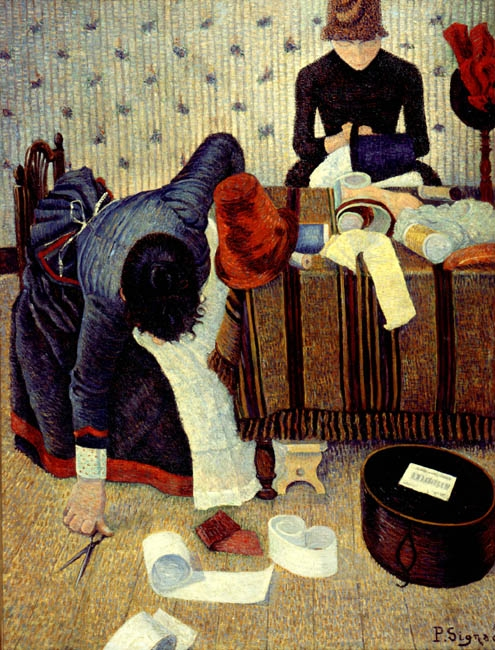
Sombrereras (Paul Signac 1885-1886)

Para reparar un sombrero, el sombrerero retira el forro interior, la cinta y otros adornos y lo sumerge en solvente. Luego, lo frota para retirar las partículas de suciedad. También sustituye los forros, cintas y adornos deteriorados por ornamentos nuevos.
El uso del sombrero estuvo en vigor en los países occidentales hasta bien entrado el siglo XX. Sin embargo, su uso actual es más bien residual, quedando restringido a celebraciones sociales como bodas, comuniones o bautizos. Los pocos sombrereros que sobreviven destinan sus creaciones a reuniones específicas o se especializan en otras actividades como sastrería de teatro. El declive del oficio de sombrerero ha ido paralelo al de la utilización de la prenda. Su situación actual se aprecia sabiendo que en Madrid en los años 40 del siglo XX había doscientas costureras y cuarenta tiendas y ahora, tan solo doce.